# Ariel Rittenhouse
Ariel Cevans Rittenhouse (* 9. Dezember 1990 in Menlo Park) ist eine ehemalige US-amerikanische Wasserspringerin. Sie startete im Kunstspringen vom 1-m- und 3-m-Brett und im 3-m-Synchronspringen. Trainiert wurde sie von Wenbo Chen.
Rittenhouse trainierte zunächst in einem Turnverein und begann im Alter von sieben Jahren mit dem Wasserspringen. Sie studierte an der University of Southern California und startete für das Sportteam der Universität, den USC Trojans.
Sie nahm im Jahr 2007 in Melbourne erstmals an den Weltmeisterschaften teil und erreichte Rang zehn vom 3-m-Brett. Im gleichen Jahr gewann sie mit Kelci Bryant bei den Panamerikanischen Spielen in Rio de Janeiro Silber im 3-m-Synchronspringen. Auch bei den Olympischen Spielen 2008 in Peking startete sie mit Kelci Bryant im 3-m-Synchronspringen, verpasste als Vierte eine Medaille aber knapp. Das Duo startete auch bei den Weltmeisterschaften 2009 in Rom und errang Rang sechs, im Einzel vom 3-m-Brett wurde Rittenhouse Fünfte.
Ihr Onkel Mike Finneran war ebenfalls ein erfolgreicher Wasserspringer, der bei den Olympischen Spielen 1972 vom 3-m-Brett und vom 10-m-Turm jeweils das Finale erreichte. Ihre Mutter Sharon gewann unter anderem Silber im 400-m-Lagenschwimmen bei den Olympischen Spielen 1964.